# 費桑島

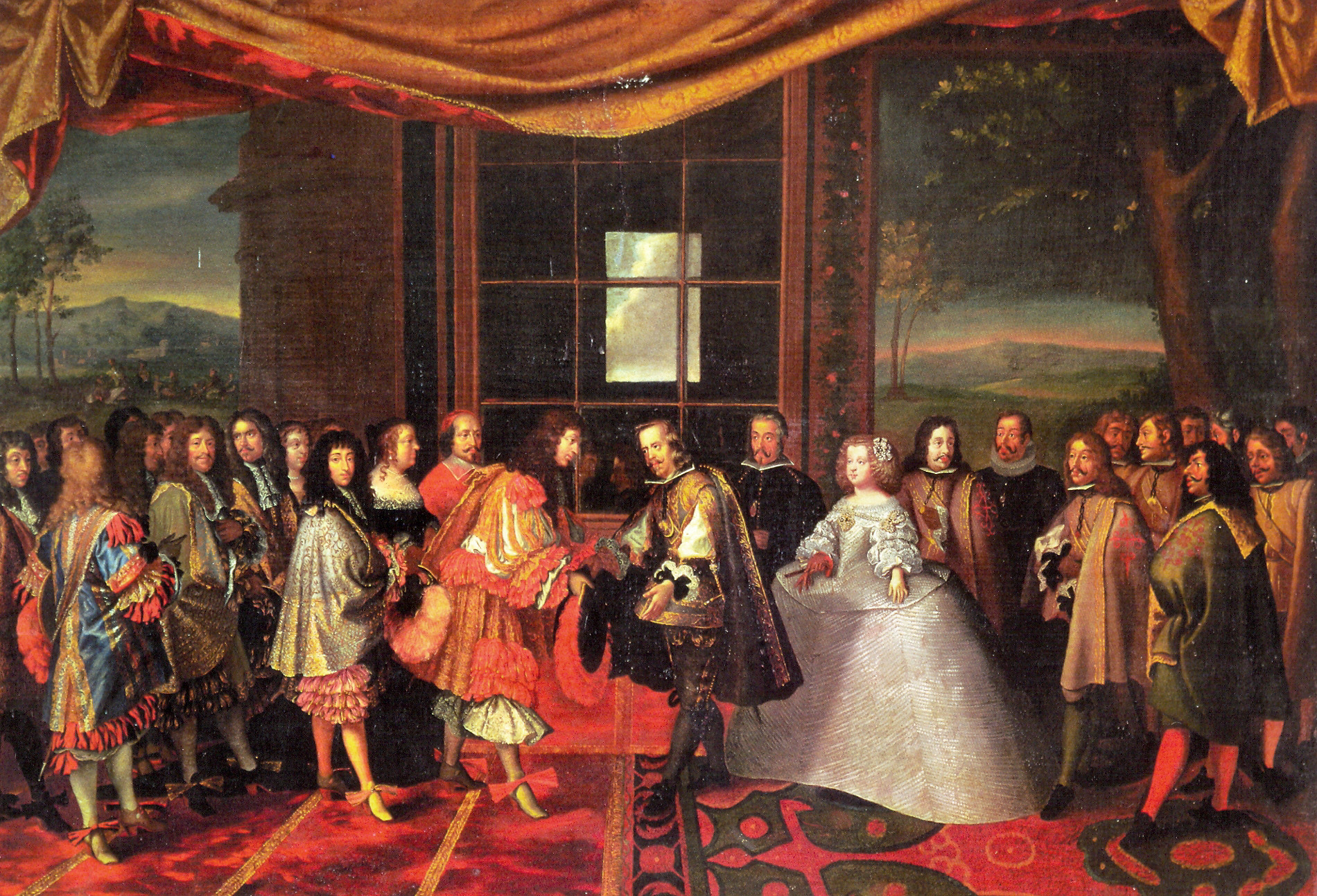
法國國王路易十四和西班牙國王腓力四世在費桑島上簽署比利牛斯條約。

費桑島 （意为雉雞島），又名会议岛（法語：Île de la Conférence），是一座位於法國和西班牙邊界的島嶼，为两国共管地。

## 地理
该島在1659年，比利牛斯條約生效後成爲一塊共管領土，由法國及西班牙共同擁有，伊倫市和昂代市每隔六個月輪流管轄。這島面積為6,820平方（73,410平方英尺）四面都由比達索阿河包圍。

## 歷史

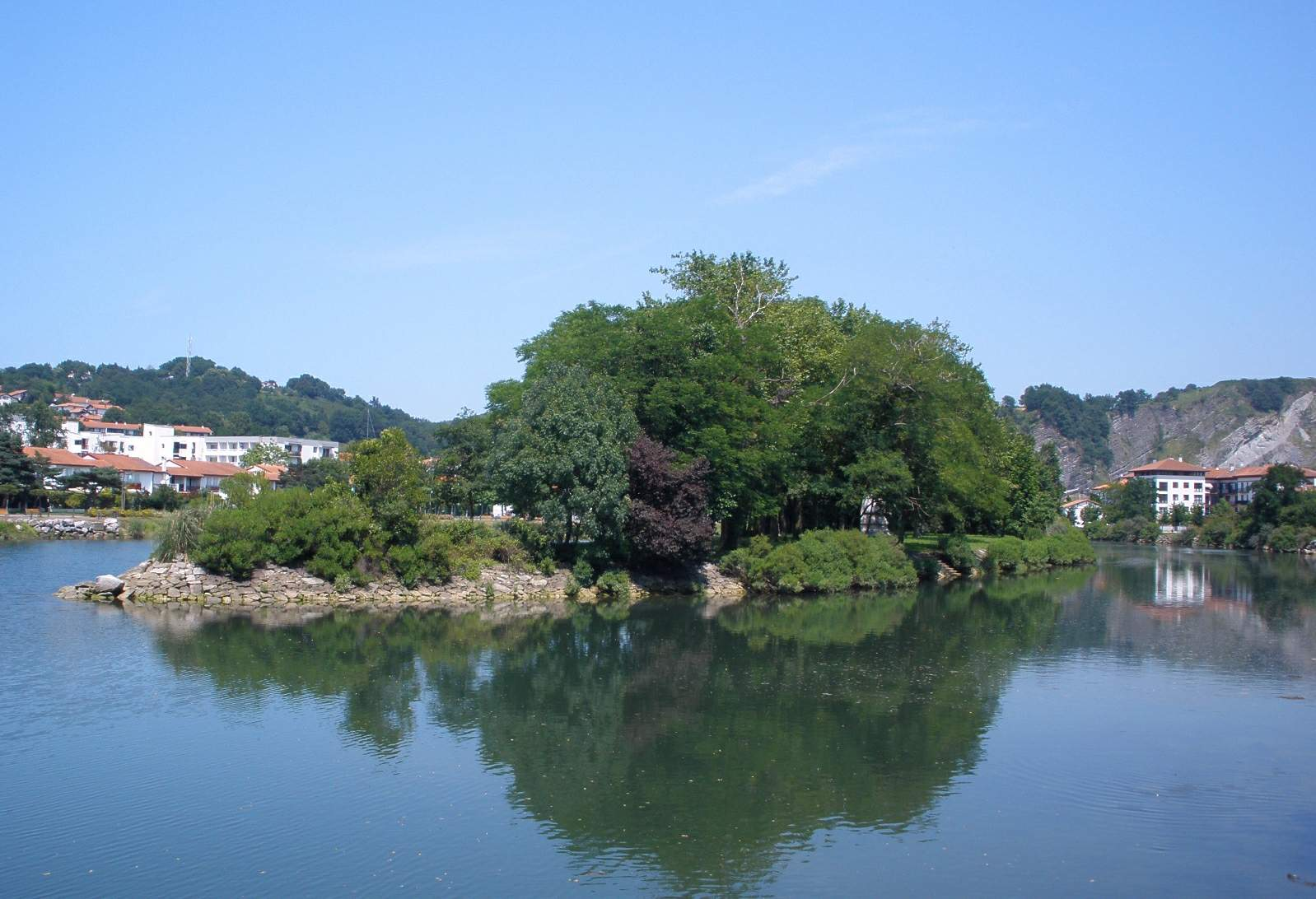
在西班牙一面的領土望向費桑島

在費桑島上發生過最大的事件是比利牛斯條約的簽署儀式，合共24次會議，西班牙的貴族及法國首席部長儒勒·馬扎然都參與其中。儀式正好在三十年戰爭結束後舉行。在島上有塊石碑紀念此事。
費桑島也舉行了不同的皇室會議：
- 1615年 — 路易十三和奧地利的安妮見面；腓力四世及法兰西的伊丽莎白王后見面。
- 1659年 — 路易十四與他的未婚妻西班牙的瑪麗-泰蕾茲，也就是法國的路易的父母見面。
- 1679年 — 卡洛斯二世在此第一次見新娘。
- 1721年 — 路易十五見了西班牙的玛丽安娜·维多利亚公主，但最後沒有結婚。

## 參訪島嶼
遊客是不允許访问该岛的。

## 外部連結
维基共享资源上的相關多媒體資源：費桑島